# Artemisina melana
Artemisina melana är en svampdjursart som beskrevs av van Soest 1984. Artemisina melana ingår i släktet Artemisina och familjen Microcionidae. Inga underarter finns listade i Catalogue of Life.